# Videogiochi nel 1995

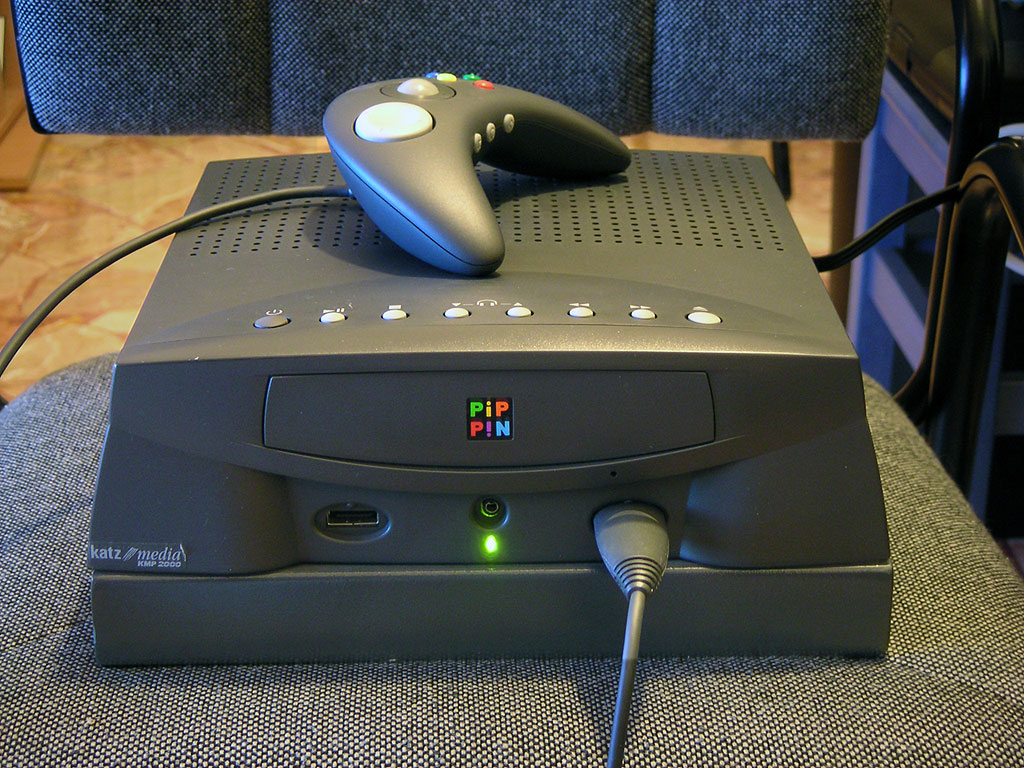
Apple Pippin

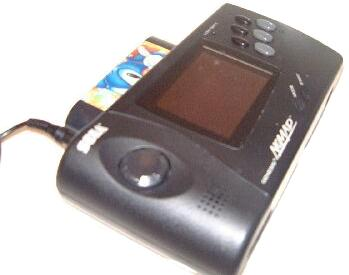
Sega Nomad

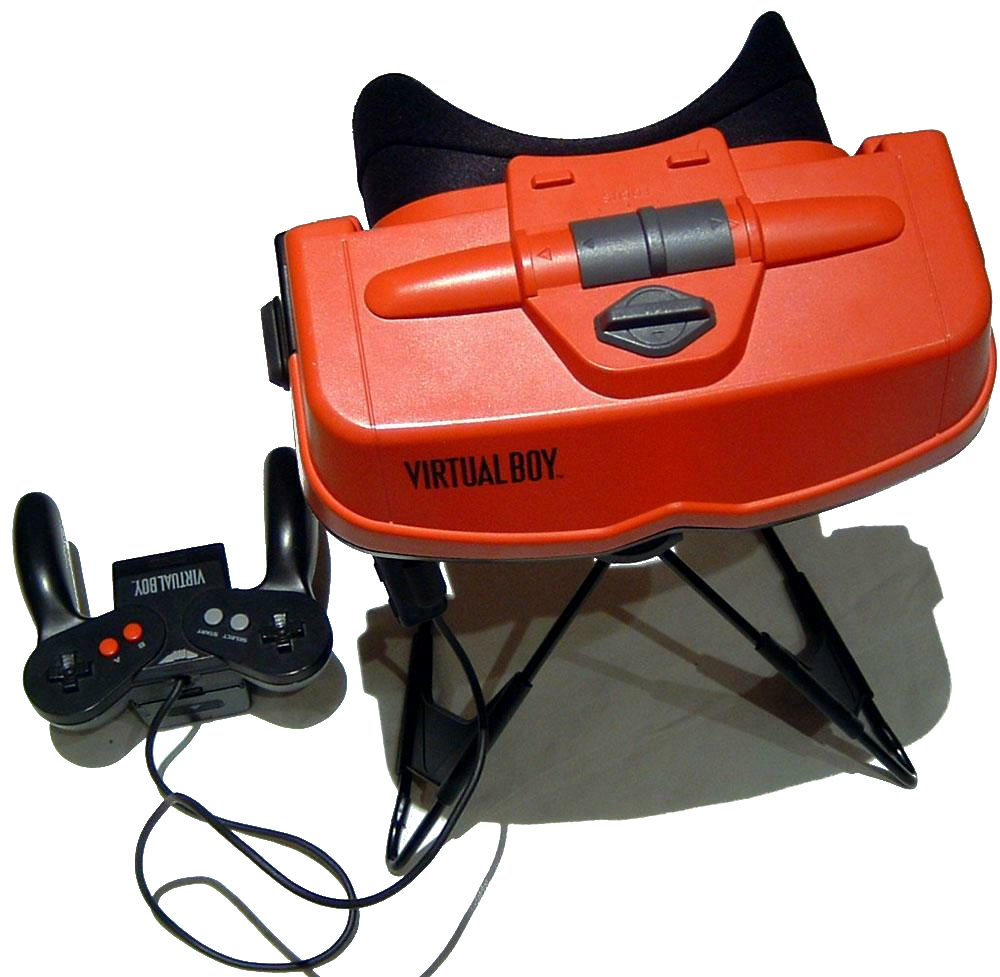
Virtual Boy

Eventi rilevanti avvenuti nell'industria dei videogiochi nel 1995. 
Per un elenco delle voci su giochi usciti nell'anno vedi Categoria:Videogiochi del 1995.

## Eventi
- gennaio — SEGA presenta il Sega Mega Drive 32X in Europa.
- Atari mostra un prototipo della console Atari Jaguar II; la console non verrà mai pubblicata.
- Nintendo presentò:
  - La serie Game Boy Play It Loud, Game Boy colorati
  - Virtual Boy (sviluppata da Gunpei Yokoi) console a 32-bit
  - Satellaview BS-X, accessorio per la console Famicom, disponibile solo in Giappone
- 11 maggio — SEGA mette in vendita la console Sega Saturn in Canada e negli Stati Uniti d'America.[1][2]
- SEGA presenta l'adattatore Sega 32X per Sega Mega Drive in Europa
- 8 luglio — SEGA mette in vendita la console Sega Saturn in Europa.
- 21 luglio — Nintendo presenta il Nintendo Virtual Boy negli Giappone.
- 14 agosto — Nintendo presenta il Nintendo Virtual Boy negli Stati Uniti d'America.
- 9 settembre — Sony presenta la console PlayStation negli Stati Uniti d'America.[2]
- 29 settembre — Sony presenta la console PlayStation in Europa.
- ottobre — SEGA mette in vendita la console portatile Sega Nomad.
- Dicembre - Namco fa uscire nelle sale giochi Time Crisis, primo gioco dell'omonima serie.
- Nintendo dismette il NES negli Stati Uniti d'America.
- Bandai presenta la console Apple Pippin in Giappone.
- Namco pubblica Air Combat il primo capitolo della serie Ace Combat.
- Westwood Studios sviluppa Command & Conquer: Tiberian Dawn primo capitolo della serie Command & Conquer.
- Sierra On-Line pubblica Daryl F. Gates' Police Quest: SWAT primo capitolo della serie SWAT.
- Team17 pubblica Worms primo episodio della serie Worms.
- Viene fondata la BioWare.
- Viene fondata la Remedy Entertainment.
- Viene fondata la TalonSoft.
- Electronic Arts acquista Bullfrog Productions.